# Jednostka wytwórcza centralnie dysponowana
Jednostka wytwórcza centralnie dysponowana (JWCD) – jednostka wytwórcza typu D przyłączona do sieci przesyłowej lub do koordynowanej sieci elektroenergetycznej 110 kV, o mocy co najmniej 50 MW, podlegająca centralnemu dysponowaniu przez operatora systemu przesyłowego. Za sieć koordynowaną 110 kV uważa się część sieci dystrybucyjnej 110 kV, w której przepływy energii elektrycznej zależą także od warunków pracy sieci przesyłowej. Jednocześnie w nazewnictwie branżowym (Kodeksy Sieci i Wytyczne) za typ D dla Europy kontynentalnej uważa się moduł wytwarzania energii, którego moc maksymalna jest większa od 75 MW.